# Grand Prix Formule 1 van Rusland 2017
De Grand Prix Formule 1 van Rusland 2017 werd gehouden op 30 april op het Sochi Autodrom in Sotsji. Het was de vierde race van het kampioenschap.

## Vrije trainingen

### Uitslagen
- Er wordt enkel de top-5 weergegeven.

| Vrije training 1 | Pos | No | Coureur          | Constructeur       | Tijd     |
| ---------------- | --- | -- | ---------------- | ------------------ | -------- |
| Vrije training 1 | 1   | 7  | Kimi Räikkönen   | Ferrari            | 1:36.074 |
| Vrije training 1 | 2   | 77 | Valtteri Bottas  | Mercedes           | 1:36.119 |
| Vrije training 1 | 3   | 44 | Lewis Hamilton   | Mercedes           | 1:36.681 |
| Vrije training 1 | 4   | 33 | Max Verstappen   | Red Bull-TAG Heuer | 1:37.174 |
| Vrije training 1 | 5   | 5  | Sebastian Vettel | Ferrari            | 1:37.230 |
| Vrije training 2 | Pos | No | Coureur          | Constructeur       | Tijd     |
| Vrije training 2 | 1   | 5  | Sebastian Vettel | Ferrari            | 1:34.120 |
| Vrije training 2 | 2   | 7  | Kimi Räikkönen   | Ferrari            | 1:34.383 |
| Vrije training 2 | 3   | 77 | Valtteri Bottas  | Mercedes           | 1:34.790 |
| Vrije training 2 | 4   | 44 | Lewis Hamilton   | Mercedes           | 1:34.829 |
| Vrije training 2 | 5   | 33 | Max Verstappen   | Red Bull-TAG Heuer | 1:35.540 |
| Vrije training 3 | Pos | No | Coureur          | Constructeur       | Tijd     |
| Vrije training 3 | 1   | 5  | Sebastian Vettel | Ferrari            | 1:34.001 |
| Vrije training 3 | 2   | 7  | Kimi Räikkönen   | Ferrari            | 1:34.338 |
| Vrije training 3 | 3   | 77 | Valtteri Bottas  | Mercedes           | 1:34.364 |
| Vrije training 3 | 4   | 44 | Lewis Hamilton   | Mercedes           | 1:34.542 |
| Vrije training 3 | 5   | 33 | Max Verstappen   | Red Bull-TAG Heuer | 1:35.452 |

Testcoureurs in vrije training 1:
 Sergej Sirotkin (Renault)

## Kwalificatie

### Kwalificatieverslag
Sebastian Vettel behaalde voor Ferrari zijn eerste pole position van het seizoen, waarbij hij zijn teamgenoot Kimi Räikkönen nipt versloeg. Daarmee heeft het team voor het eerst sinds de Grand Prix van Frankrijk 2008 de volledige eerste startrij bezet. De Mercedes-coureurs Valtteri Bottas en Lewis Hamilton kwalificeerden zich respectievelijk als derde en vierde. Red Bull-coureur Daniel Ricciardo eindigde op de vijfde plaats, voor de Williams van Felipe Massa en de Red Bull van Max Verstappen. De top 10 werd afgesloten door de Renault van Nico Hülkenberg en het Force India-duo Sergio Pérez en Esteban Ocon.
Toro Rosso-coureur Carlos Sainz jr. reed in de vorige race in Bahrein tegen de Williams van Lance Stroll aan, waardoor zij beiden uitvielen. Sainz kreeg hiervoor een straf van drie startplaatsen. Aan de auto van McLaren-coureur Stoffel Vandoorne werden meerdere motoronderdelen voor de vijfde keer dit seizoen vervangen, waar er in één seizoen maximaal vier stuks van elk onderdeel gebruikt mogen worden. Hiervoor ontving hij een straf van vijftien startplaatsen.

### Kwalificatie-uitslag
| Pos                 | No | Coureur           | Constructeur         | Q1       | Q2       | Q3       | Grid |
| ------------------- | -- | ----------------- | -------------------- | -------- | -------- | -------- | ---- |
| 1                   | 5  | Sebastian Vettel  | Ferrari              | 1:34.493 | 1:34.038 | 1:33.194 | 1    |
| 2                   | 7  | Kimi Räikkönen    | Ferrari              | 1:34.953 | 1:33.663 | 1:33.253 | 2    |
| 3                   | 77 | Valtteri Bottas   | Mercedes             | 1:34.041 | 1:33.264 | 1:33.289 | 3    |
| 4                   | 44 | Lewis Hamilton    | Mercedes             | 1:34.409 | 1:33.760 | 1:33.767 | 4    |
| 5                   | 3  | Daniel Ricciardo  | Red Bull-TAG Heuer   | 1:35.560 | 1:35.483 | 1:34.905 | 5    |
| 6                   | 19 | Felipe Massa      | Williams-Mercedes    | 1:35.828 | 1:35.049 | 1:35.110 | 6    |
| 7                   | 33 | Max Verstappen    | Red Bull-TAG Heuer   | 1:35.301 | 1:35.221 | 1:35.161 | 7    |
| 8                   | 27 | Nico Hülkenberg   | Renault              | 1:35.507 | 1:35.328 | 1:35.285 | 8    |
| 9                   | 11 | Sergio Pérez      | Force India-Mercedes | 1:36.185 | 1:35.513 | 1:35.337 | 9    |
| 10                  | 31 | Esteban Ocon      | Force India-Mercedes | 1:35.372 | 1:35.729 | 1:35.430 | 10   |
| 11                  | 55 | Carlos Sainz jr.  | Toro Rosso           | 1:35.827 | 1:35.948 |          | 14   |
| 12                  | 18 | Lance Stroll      | Williams-Mercedes    | 1:36.279 | 1:35.964 |          | 11   |
| 13                  | 26 | Daniil Kvjat      | Toro Rosso           | 1:35.984 | 1:35.968 |          | 12   |
| 14                  | 20 | Kevin Magnussen   | Haas-Ferrari         | 1:36.408 | 1:36.017 |          | 13   |
| 15                  | 14 | Fernando Alonso   | McLaren-Honda        | 1:36.353 | 1:36.660 |          | 15   |
| 16                  | 30 | Jolyon Palmer     | Renault              | 1:36.462 |          |          | 16   |
| 17                  | 2  | Stoffel Vandoorne | McLaren-Honda        | 1:37.070 |          |          | 20   |
| 18                  | 94 | Pascal Wehrlein   | Sauber-Ferrari       | 1:37.332 |          |          | 17   |
| 19                  | 9  | Marcus Ericsson   | Sauber-Ferrari       | 1:37.507 |          |          | 18   |
| 20                  | 8  | Romain Grosjean   | Haas-Ferrari         | 1:37.620 |          |          | 19   |
| 107% tijd: 1:40.623 |    |                   |                      |          |          |          |      |

## Wedstrijd

### Raceverslag
De race werd gewonnen door Valtteri Bottas, die beide Ferrari's inhaalde bij de start en zo zijn eerste Grand Prix uit zijn carrière wist te winnen. Sebastian Vettel en Kimi Räikkönen eindigden als tweede en derde, voor Lewis Hamilton, die vierde werd. Max Verstappen eindigde een eenzame race op de vijfde plaats, terwijl het team van Force India een goede race kende met Sergio Pérez op de zesde plaats en Esteban Ocon die zevende werd. Nico Hülkenberg werd achtste, voor Felipe Massa, die in de slotfase een extra pitstop moest maken vanwege een lekke band. De top 10 werd afgesloten door Carlos Sainz jr.

### Race-uitslag
| Pos. | No. | Coureur           | Constructeur         | Rondes | Tijd/Oorzaak uitval | Grid | Punten |
| ---- | --- | ----------------- | -------------------- | ------ | ------------------- | ---- | ------ |
| 1    | 77  | Valtteri Bottas   | Mercedes             | 52     | 1:28:08.743         | 3    | 25     |
| 2    | 5   | Sebastian Vettel  | Ferrari              | 52     | +0.617              | 1    | 18     |
| 3    | 7   | Kimi Räikkönen    | Ferrari              | 52     | +11.000             | 2    | 15     |
| 4    | 44  | Lewis Hamilton    | Mercedes             | 52     | +36.230             | 4    | 12     |
| 5    | 33  | Max Verstappen    | Red Bull-TAG Heuer   | 52     | +1:00.416           | 7    | 10     |
| 6    | 11  | Sergio Pérez      | Force India-Mercedes | 52     | +1:26.788           | 9    | 8      |
| 7    | 31  | Esteban Ocon      | Force India-Mercedes | 52     | +1:35.004           | 10   | 6      |
| 8    | 27  | Nico Hülkenberg   | Renault              | 52     | +1:36.188           | 8    | 4      |
| 9    | 19  | Felipe Massa      | Williams-Mercedes    | 51     | +1 ronde            | 6    | 2      |
| 10   | 55  | Carlos Sainz jr.  | Toro Rosso           | 51     | +1 ronde            | 14   | 1      |
| 11   | 18  | Lance Stroll      | Williams-Mercedes    | 51     | +1 ronde            | 11   |        |
| 12   | 26  | Daniil Kvjat      | Toro Rosso           | 51     | +1 ronde            | 12   |        |
| 13   | 20  | Kevin Magnussen   | Haas-Ferrari         | 51     | +1 ronde            | 13   |        |
| 14   | 2   | Stoffel Vandoorne | McLaren-Honda        | 51     | +1 ronde            | 20   |        |
| 15   | 9   | Marcus Ericsson   | Sauber-Ferrari       | 51     | +1 ronde            | 18   |        |
| 16   | 94  | Pascal Wehrlein   | Sauber-Ferrari       | 50     | +2 ronden           | 17   |        |
| DNF  | 3   | Daniel Ricciardo  | Red Bull-TAG Heuer   | 5      | Remmen              | 5    |        |
| DNF  | 30  | Jolyon Palmer     | Renault              | 0      | Ongeluk             | 16   |        |
| DNF  | 8   | Romain Grosjean   | Haas-Ferrari         | 0      | Ongeluk             | 19   |        |
| DNS  | 14  | Fernando Alonso   | McLaren-Honda        | 0      | Motor               | 15   |        |

## Tussenstanden wereldkampioenschap
Betreft tussenstanden voor het wereldkampioenschap na afloop van de race.

### Coureurs
| Positie | No. | Rijder           | Team                 | Punten |
| ------- | --- | ---------------- | -------------------- | ------ |
| 01      | 5   | Sebastian Vettel | Ferrari              | 86     |
| 02      | 44  | Lewis Hamilton   | Mercedes             | 73     |
| 03      | 77  | Valtteri Bottas  | Mercedes             | 63     |
| 04      | 7   | Kimi Räikkönen   | Ferrari              | 49     |
| 05      | 33  | Max Verstappen   | Red Bull-TAG Heuer   | 35     |
| 06      | 3   | Daniel Ricciardo | Red Bull-TAG Heuer   | 22     |
| 07      | 11  | Sergio Pérez     | Force India-Mercedes | 22     |
| 08      | 19  | Felipe Massa     | Williams-Mercedes    | 18     |
| 09      | 55  | Carlos Sainz jr. | Toro Rosso           | 11     |
| 10      | 31  | Esteban Ocon     | Force India-Mercedes | 09     |

### Constructeurs
| Positie | Team                 | Punten |
| ------- | -------------------- | ------ |
| 01      | Mercedes             | 136    |
| 02      | Ferrari              | 135    |
| 03      | Red Bull-TAG Heuer   | 57     |
| 04      | Force India-Mercedes | 31     |
| 05      | Williams-Mercedes    | 18     |
| 06      | Toro Rosso           | 13     |
| 07      | Haas-Ferrari         | 08     |
| 08      | Renault              | 06     |
| 09      | Sauber-Ferrari       | 0      |
| 10      | McLaren-Honda        | 0      |